# Ichthyaetus
Ichthyaetus — рід сивкоподібних птахів родини мартинових (Laridae). Представники роду раніше включали до роду мартин (Larus).

## Класифікація
Рід містить 6 видів:
- Мартин сіроногий (Ichthyaetus audouinii)
- Мартин аденський (Ichthyaetus hemprichii)
- Мартин каспійський (Ichthyaetus ichthyaetus)
- Мартин червономорський (Ichthyaetus leucophthalmus)
- Мартин середземноморський (Ichthyaetus melanocephalus)
- Мартин реліктовий (Ichthyaetus relictus)